# Albrecht Penck
Pour les articles homonymes, voir Penck.
Albrecht Penck, né le 25 septembre 1858 à Reudnitz et mort le 7 mars 1945, est un géographe et géologue allemand. Il est le père de Walther Penck.
Le mons Penck sur la Lune est nommé en son honneur.

## Carte du monde
Penck est le premier, en 1891, à proposer l'établissement d'une carte de monde au 1/ 1 000 000e .      